# Silk Road
Silk Road (z ang. „Jedwabny Szlak”) – internetowa platforma aukcyjna działająca w sieci Tor, zamknięta w 2013 roku przez organy ścigania Stanów Zjednoczonych. Większość oferowanych przez sprzedawców towarów była nielegalna. Handlowano na niej m.in. narkotykami, co odbywało się za zgodą i wiedzą twórcy platformy. Niedozwolone było natomiast oferowanie przedmiotów i usług, które jednoznacznie szkodziłyby innym ludziom, m.in. dziecięcej pornografii, broni masowego rażenia, kradzionych kart kredytowych, zabójstw. Platforma została nazwana „narkotykowym Amazon”.
Wszystkie zakupy przeprowadzane były za pomocą kryptowaluty Bitcoin, co miało zapewniać użytkownikom anonimowość i tym samym uniknięcie odpowiedzialności karnej za oferowanie lub nabywanie nielegalnych produktów i usług.
Kupujący mogli się zarejestrować za darmo, ale sprzedający musieli kupić konto na aukcji (wymóg został wprowadzony po anonimowej groźbie sprzedaży zatrutych produktów).
Po artykule w Gawker na temat platformy amerykańscy senatorzy Charles Schumer i Joe Manchin wysłali pismo do prokuratora generalnego Stanów Zjednoczonych Erica Holdera i Administratora DEA Michele Leonhart, w którym domagali się jej zamknięcia. 3 października 2013 roku strona została zamknięta, a właściciel – Ross Ulbricht – aresztowany.
Twórca platformy, Ross Ulbricht, znany pod pseudonimem Dread Pirate Roberts, stworzył ją w PHP. Stronę pisano korzystając z serwisu Stack Overflow – autora zidentyfikowano, między innymi, dzięki pytaniom, które zadawał w tym serwisie. Ulbricht został oskarżony o pranie brudnych pieniędzy, hakerstwo oraz o pomocnictwo w handlu narkotykami. Początkowo prokuratura oskarżyła go również o zlecenie kilku morderstw, jednak zarzuty te wycofano. Nie udowodniono również, że którekolwiek ze zleconych przez Internet zabójstw rzeczywiście doszło do skutku. W 2015 roku Ulbrichta skazano na karę dożywotniego pozbawienia wolności bez możliwości wcześniejszego zwolnienia. 21 stycznia 2025 roku został ułaskawiony przez 47. prezydenta Stanów Zjednoczonych Donalda Trumpa, dzień po jego zaprzysiężeniu na ten urząd.